# 伦巴

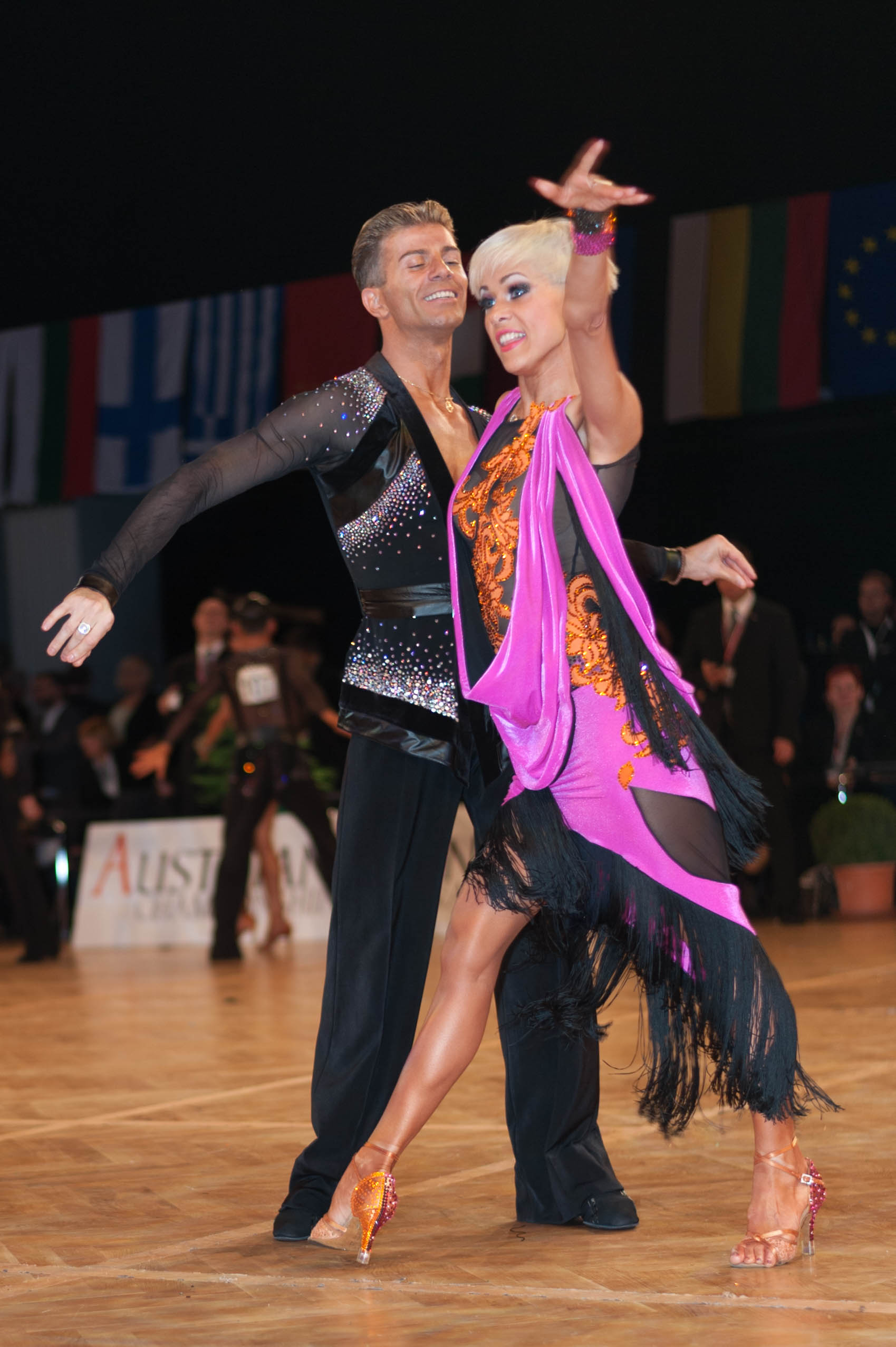
世界體育舞蹈錦標賽拉丁舞（2015年)

伦巴（英語：Rhumba），也被稱為愛情之舞，是起源于古巴的拉丁舞，所以又叫古巴伦巴，舞曲節奏為4/4拍 。它的特点是较为浪漫，舞姿迷人，性感與熱情的；步伐曼妙有愛，缠绵，讲究身体姿态，舞態柔媚，步法婀娜款擺，若即若離的挑逗，是表達男女愛慕情感的一種舞蹈。

## 歷史
在四、五百年前的古巴，有許多被白人送至美洲淪為奴隸的黑人。由於他們在古巴被壓迫，生活困苦，受到不平等的待遇，再加上思鄉情切，因而產生悲傷的民歌。慢慢的這種悲傷心情的歌曲受當地氣候的影響，而變成催眠式、懶洋洋的音樂，在加上拉丁美洲特有的打擊樂器，而使倫巴舞曲便得更富有羅曼蒂克的氣氛。
身在古巴的悲慘黑人奴隸會隨著這種音樂起舞以發洩情緒，而形成倫巴。今日的倫巴已喪失了悲傷的氣氛但催眠式的演奏氣氛仍然很濃厚，曖昧的肢體動作，音樂纏綿浪漫。用來表達男女之間的傾慕之情。胯部的擺動是倫巴最優美的舞步，充份表現女性的風韻魅力，帶有典型熱情氣息的舞蹈，所以也有拉丁舞靈魂之稱。
1913年LEW QUINN和JOAN SAWYER向美国引进伦巴舞，1925年Benito Collada在纽约格林威治村开办了一个名为EL CHICO的俱乐部，邀请舞男舞女表演伦巴，但是反响并不大。1935年GEORGE RAFT在音乐电影《伦巴》扮演一个舞男，表演了出色的伦巴舞，从此伦巴开始在欧美地区和中国旧上海舞厅流行起来。

## 节奏
每小节四拍。乐曲旋律的特点是强拍落在每小节的第四拍。舞步從第二拍起跳，由兩個快步和一個慢步组成。四拍走三步，慢步占二拍(第4拍和下一小节的第一拍)，快步各占一拍(第二拍和第三拍)。

## 风格
舒展优美，婀娜多姿，柔媚抒情的风格。较为浪漫，舞姿迷人，性感与热情的;步伐曼妙有爱，缠绵，讲究身体姿态，舞态柔媚，步法婀娜款摆，若即若离的挑逗，是表达男女爱慕情感的一种舞蹈。

## 外部連結
- 伦巴舞步练习方法[永久]
- 影片片段：2006年 美国業餘拉丁舞比賽 倫巴 （页面存档备份，存于）
- 影片片段：2006年 美国業餘拉丁舞比賽 倫巴 （页面存档备份，存于）

影片片段
- Documentary 52': RUMBA
- Documental 52': Zaiko Langa Langa